# Зерноград

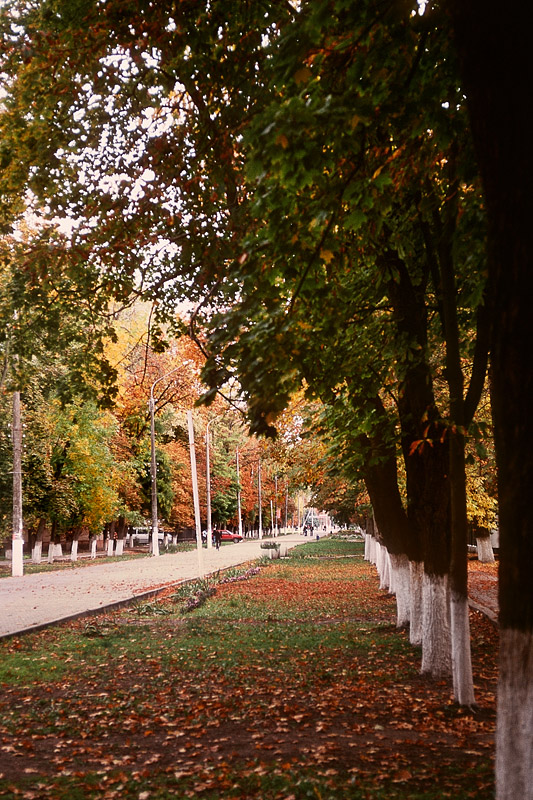
Зерноград Ростовской области. Улица Ленина.

Зерногра́д — город (с 1951 года) в России, административный центр Зерноградского района и Зерноградского городского поселения Ростовской области. До 1960 года — Зерновой.

## География
Город расположен в Сальских степях, в 61 км от Ростова-на-Дону (по прямой). Расстояние по автотрассе — 77 км. Железнодорожная станция Зерноград на линии Батайск — Сальск Северо-Кавказской железной дороги, которая до 1973 года носила название Верблюд.
Климат
Климат умеренно континентальный. Зима мягкая; средняя температура января −4,4 °C. Лето жаркое, продолжительное, с преобладанием солнечной погоды.

## История
Город возник как посёлок в 1929 году.

### Истоки
1 августа 1928 года был учреждён новый орган общесоюзного значения — «Зернотрест». Его главными задачами выдвигались: строительство зерновых совхозов и руководство их производственной деятельностью. Опыта создания рентабельных зерновых хозяйств в СССР не было. Незначительным он был и за рубежом. Кроме того, не было ни подготовленных механизаторских кадров, ни достаточного количества специалистов, способных руководить создаваемыми крупными сельскохозяйственными предприятиями. Нужна была своеобразная лаборатория совхозного строительства. Такой лабораторией стал Учебно-опытный зерносовхоз № 2. Было принято решение о развёртывании центральной усадьбы зерносовхоза в районе разъезда Верблюд.
Старейший местный житель Григорий Иванович Михно о разъезде Верблюд:

Перед первой мировой войной царское правительство решило связать железной дорогой Ростов-на-Дону (через железнодорожный узел Батайск) и станцию Торговую (ныне город Сальск). К 1915 году строительство дороги было завершено. Инженеры принимали её в эксплуатацию. На полпути из станицы Кагальницкая в станицу Мечётинская решили открыть разъезд. Остановились, стали думать; как назвать? Кругом ковыльная степь, людей нет, а сравнительно недалеко паслись верблюды. Вот и решили назвать разъезд «Верблюд».
В начале ноября 1928 года развернулась всесторонняя подготовка к возведению центральной усадьбы, положившей начало Зернограду.
2 ноября 1928 года в Москве принимается решение по подготовке строительной кампании Зернотреста на 1929 год. В постановлении подчёркивалось:

Принимая во внимание исключительное значение показательного совхоза и благоприятные условия для ведения крупного зернового хозяйства при ст. Верблюд, признать наиболее целесообразным установить здесь тип капитального строительства тёплый бетон и кирпич. Признать целесообразным привлечение к строительству либо конторы Руссгерстрой, либо Сальской конторы. Окончательный выбор контрагента произвести производственному отделу".
9 ноября 1928 года при участии Л. С. Марголина, Г. В. Кравкова и других заинтересованных людей проводилось совещание при Зернотресте с участием специалистов-консультантов по проблеме строительства в образцовом совхозе. Было решено: все строящиеся дома оборудовать водопроводом и канализацией, строить необходимо квартиры для семейных, общежития, отдельные дома для научного персонала, в том числе и несколько коттеджей.
Производственный отдел Зернотреста отдал предпочтение в возведении центральной усадьбы Учебно-опытного зерносовхоза конторе «Русгерстрой» созданной в Москве в 1926 году. У конторы уже был солидный опыт возведения жилых и производственных построек в Москве, Ленинграде, Баку, Брянске, Рыбинске и многих других городах. Это было русско-германское строительное акционерное общество. Немецкой была лишь часть первоначального капитала. Всё руководство конторой, инженерно-технический персонал, рядовые строители были русскими людьми.

### Бурное строительство
Уже в январе 1929 года начали возводиться первые подъездные пути, строились временные бараки, стали прибывать эшелоны с техникой и строительными материалами.
Весной и особенно летом 1929 года строительство центральной усадьбы в районе разъезда «Верблюд» развернулось достаточно широко. Накануне Первомайского праздника (по утверждению Николая Павловича Горячёва именно 1 мая 1929 года) после успешного завершения весеннего сева в районе Козловой балки, передовые рабочие-механизаторы, специалисты совхоза, молодые строители заложили первые камни в фундамент дома № 1 — главной конторы совхоза.
Исполняющий обязанности директора хозяйства Глеб Владимирович Кравков (директор УОЗа № 2 Л. С. Марголин находился в это время в длительной научной командировке в США), открывая торжественный митинг, заявил: «Сегодня мы закладываем первый дом. Мы пригласили вас, лучших из лучших механизаторов, наших молодых специалистов, чтобы заложить фундамент дома № 1, дома будущего социалистического города». Уже в июне 1929 года на стройке города трудились бригады плотников, каменщиков, бетонщиков, штукатуров, арматурщиков, электромонтёров. Строить совхоз и посёлок приезжали целыми семьями. В августе 1929 года на стройке были заняты 338 разнорабочих.
Правительственные органы уделяли особенное внимание возведению центральной усадьбы Учебно-опытного зерносовхоза. Об этом свидетельствует следующий документ. 22 марта 1929 года Правление Зернотреста рассматривает план капитального строительства на 1929 год и решает: «Сводный титульный лист построек, возводимых в совхозах Зернотреста 1929 года представленный строительным отделом, — утвердить, предложив внести в список следующее изменение: предусмотреть на благоустройство Учебно-опытного зерносовхоза уже в 1929 году 500 000 рублей». 20 июля 1929 года Правление Зернотреста принимает решение о постройке шоссейной дороги в поселке Опытно-учебного совхоза. При этом подчеркивается: дорогу построить добротную, каменную с тем, чтобы центральная усадьба совхоза была должным образом благоустроена; завершить строительство капитальной шоссейной дороги к 1930 году. В первый период деятельности Учебно-опытного зерносовхоза № 2 особенно остро выдвигалась задача подготовки кадров механизаторов: трактористов, комбайнеров, шоферов. Ведь совхоз создавался как высокомеханизированное хозяйство.
26 марта 1930 года Совет Народных Комиссаров СССР принял специальное Постановление об открытии на Северном Кавказе Института инженеров-механиков социалистического земледелия, согласно которому институт должен развернуться на базе Учебно-опытного зерносовхоза № 2 (ст. Верблюд, Северо-Кавказский край (будущий город Зерноград)) с 2-х годичным сроком обучения и с расчётом ежегодного выпуска в 500 человек. В апреле 1930 года на учёбу в институт прибыло 535 человек. На учёбу своих представителей направляли следующие города: Москва — 181 студент, Ленинград — 154 студента, 31 студент приехал из Ростова-на-Дону, 24 — из города Тула, из Перми — 14 и многие другие.

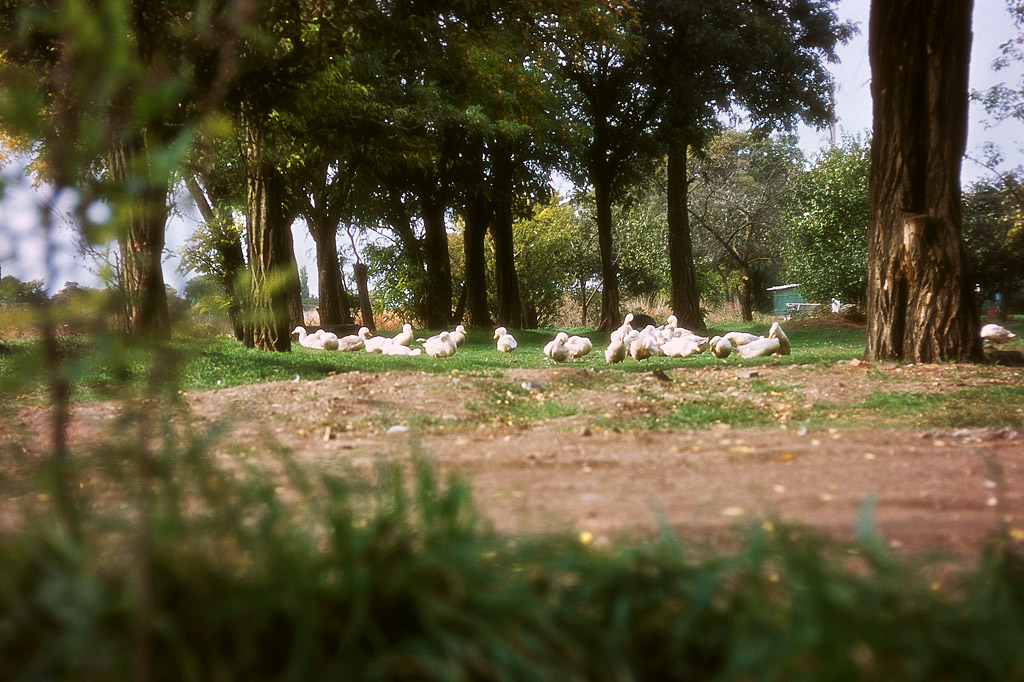
Новый посёлок.

Центральная усадьба строилась достаточно высокими темпами. К концу 1930 года были сооружены 11 многоквартирных жилых домов, клуб, столовая, элеватор, баня-прачечная, ремонтная мастерская, автогараж, котельная, контора, пекарня, 19 деревянных сараев для машин и ряд других объектов. В 1930 году уже функционировали поликлиника и больница. Школьные занятия (первый-третий классы) проводились вначале (1929—1930 гг.) в помещении клуба им. Горького, в здании детских яслей. Налаживалась и культурная жизнь. При клубе им. Горького работали кружки художественной самодеятельности: драматический, хоровой, струнный оркестр.
В апреле 1931 года интернациональная бригада писателей, представлявших МОРП — Международное объединение пролетарских писателей — в составе Поля Вайяна-Кутюрье (Франция), Джошуа Кюниц (США), Эмилия Мадарас (Венгрия) и Карла Грюнберга (Германия) посетила несколько колхозов и совхозов Северо-Кавказского края. 14 мая газета «Правда» опубликовала очерк Поля Вайяна-Кутюрье «Социалистический город зерна», в котором он делился впечатлениями об Учебно-опытном совхозе: «И в два года здесь вырос город Зерноград, база опытно-учебного совхоза — гиганта № 2 (ст. Верблюд). Трудящиеся засеяли пустыню. В ста метрах нашли воду. Провели дороги, построили кварталы современных домов, мастерские, гаражи, общественные столовые, театр, детский сад, школы, технический институт, университетский городок, лаборатории, клуб, больницу, кооперативы, почтовое отделение. Они организовали огороды, посадили фруктовые сады, провели электричество, заговорили со всем миром по телеграфу, телефону, радио. Масса людей работала над кирпичом, бетоном и цементом, ковала и плавила усиленными темпами социалистического строительства».

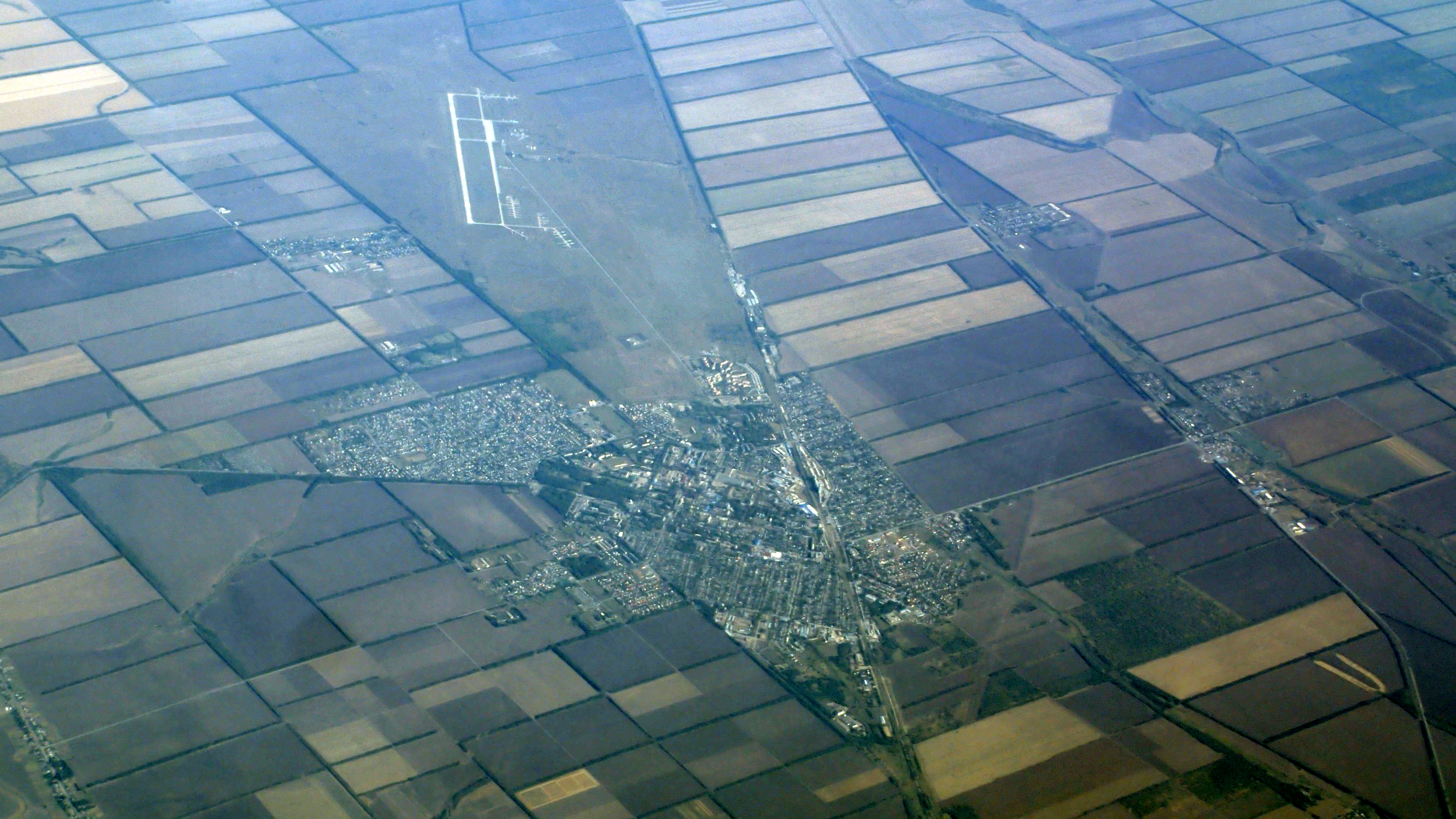
Зерноград из самолёта

В мае 1930 в поселке Зерновом проводилось техническое совещание руководителей зерносовхозов Северного Кавказа. В нём принимали участие директора и главные инженеры совхозов, американские специалисты сельского хозяйства. Проводилась выставка сельхозмашин.
В июле 1930 года поселок посетил крупнейший американский фермер Кэмбелл. Также в июле Зерновой посетили известные советские писатели Алексей Толстой и Вячеслав Шишков. Приехали они в то время, когда здесь находилось большое число туристов. Гостиница была переполнена; многие жили в палатках; туда же попали и писатели. Стояла сухая жаркая погода.
В августе 1930 года посёлок посетили в полном составе делегаты 2-го Всемирного конгресса почвоведов. В этот же месяц поселок посетил известный российский писатель Вениамин Каверин.
В конце декабря 1930 года состоялись выборы в первый поселковый Совет рождавшегося города.
В июле 1931 года в поселок приезжал Председатель Президиума ЦИК СССР Михаил Калинин. Чуть позже в своем дневнике Калинин сравнивал два совхоза — «Гигант» и Учебно-опытный (в п. Зерновом): «На „Гиганте“ боевой рабочий с широким размахом и административным уклоном [речь о директоре „Гиганта“ Я. Ф. Богомолкине]. На Учебно-опытном (в пос. Зерновом) — интеллигент, владеющий иностранными языками, интересующийся развитием сельскохозяйственной техники не только у нас, но и за пределами Союза [речь о директоре Л. С. Марголине]. У одного стремление к количеству, второй хочет поставить на высокую ступень технику обработки; стремятся создать кадры опытных работников, поразить качеством своей работы».
В 1931 году в знаменитом экспериментальном совхозе «Зерноград» работал трактористом А. А. Луначарский, по итогу этого опыта опубликовал в 1933 году несколько рассказов в журнале «Красная новь».
10 февраля 1933 года Постановлением ВЦИК вновь возникший населённый пункт при железнодорожной станции Верблюд, Северо-кавказской ж.д., был отнесён к категории рабочих поселков с присвоением ему наименования «Зерновой».
30 августа 1933 года в Зерновом побывал известный политический деятель Франции Эдуард Эррио.
В мае 1934 года в Зерновом проводился Международный антиревматический конгресс.
1 мая 1935 года «Совхозная газета», издаваемая в Москве, свою третью страницу целиком посвятила Зернограду, Учебно-опытному зерносовхозу № 2, институту.
19 ноября 1937 года Зерновой посетила группа иностранных делегатов, составе которых находились рабочие и общественно-политические деятели США, Англии, Южной Африки, 21 ноября группа делегатов из Франции и Швейцарии.

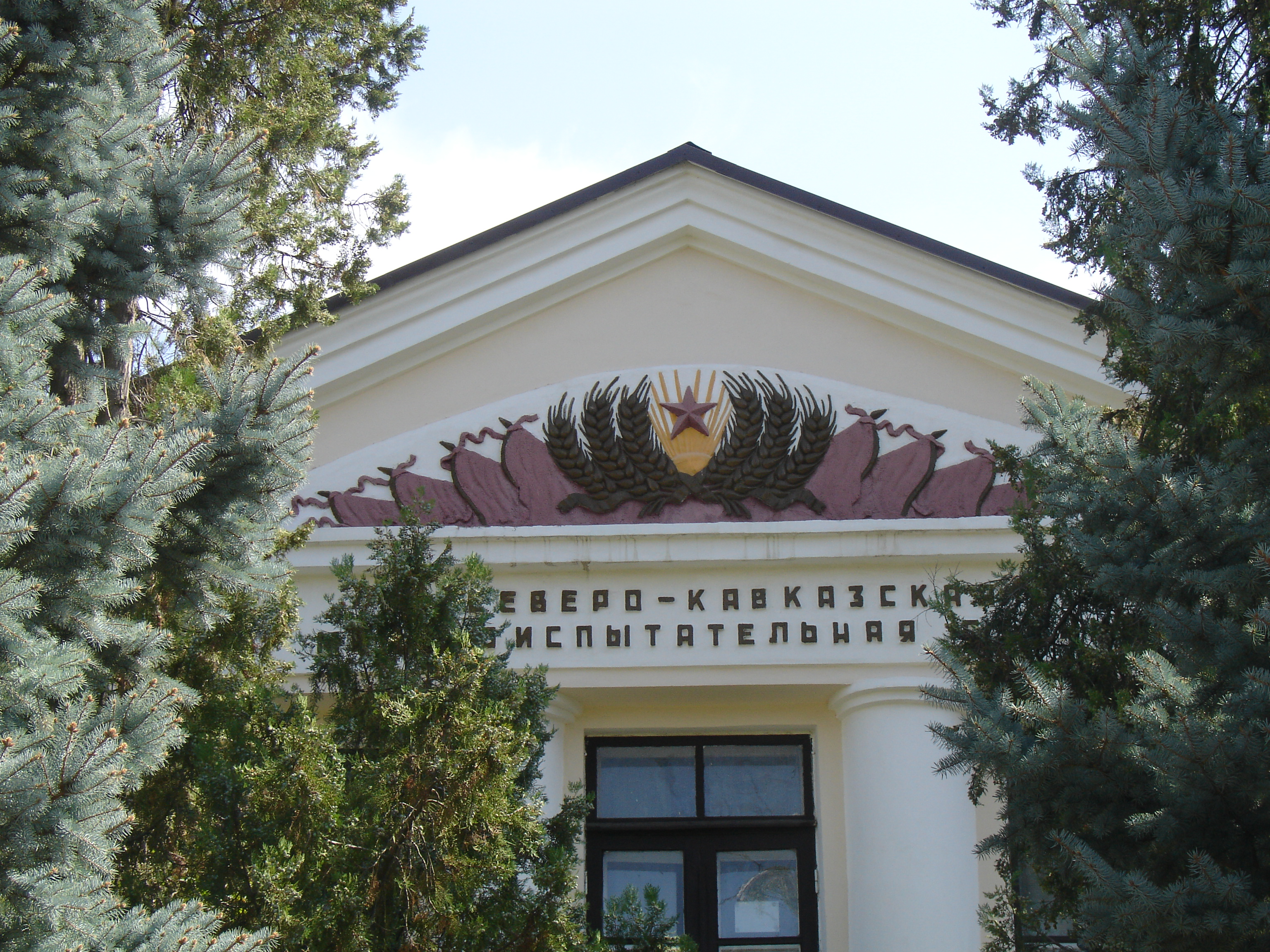
Машино-испытательная станция в 2018 г.

В 1935 году Центральный отдел механизации был преобразован в Научно-исследовательскую машино-испытательную станцию (НИМИС).
В довоенные годы научно-производственный и образовательный комплекс молодого города претерпел много реформ, укрупнений, реорганизаций. В 1936 году было построено четырёхэтажное здание средней школы на более тысячи мест (ныне школа № 2), школа являлась третьей в Ростовской области по оформлению и одной из лучших на Дону по качеству подготовки учеников.

### Годы войны

Зерноград Ростовской области. Памятник воинам-освободителям

С первых дней Великой Отечественной войны машинно-тракторная мастерская посёлка Зернового освоила производство военной продукции. Был создан специальный цех для производства корпусов снарядов для 45-миллиметровых противотанковых пушек. С января 1941 года мастерская была преобразована в механический завод. В 1941 году институт АЧИМСХ продолжал свою учебную работу, в этом году на первый курс было зачислено 62 человека.
15 июля 1942 года над городом впервые появилось звено немецких бомбардировщиков. Началась бомбежка. В последних числах июля 1942 года началась эвакуация имущества, оборудования предприятий и учреждений города. Группа энтузиастов, патриотов города и завода — Константин Данилович Тимофеев, Иван Андреевич Дзюба, Сергей Кондратьевич Букаев осуществили эвакуацию основного оборудования завода с помощью двух гусеничных тракторов.
Азвово-Черноморский институт в конце июля 1942 эвакуировался в город Кустанай, Казахской ССР. Однако эвакуироваться сумели и успели не все. Ряд сотрудников и студентов, а также жителей города был застигнут немецкими войсками в степи. 30 июля 1942 года Зерновой был оккупирован немецкими войсками. В посёлке сформировалась и весьма полезно действовала подпольная патриотическая группа во главе со студентом-комсомольцем Азово-Черноморского института механизации сельского хозяйства Павлом Колодиным. Позже, 10 мая 1965 года Указом Президиума Верховного Совета СССР Павел Иванович Колодин был посмертно награждён орденом Отечественной войны 1 степени. В том же году по ходатайству общественных организаций АЧИМСХ Зерноградский городской Совет депутатов трудящихся переименовал улицу Привокзальную в улицу Павла Колодина.
Посёлок Зерновой был освобожден 30 января 1943 года. В боях за город отличились 34-я гвардейская стрелковая дивизия, 6-я гвардейская танковая бригада, а также некоторые другие части и соединения 28-й армии. В политдонесении начальника политотдела 6-й гвардейской танковой бригады от 31 января 1943 года отмечалось: «Работники политодела и инспектор 28 армии по танковым частям майор Шац составили акт о зверствах, издевательствах и надругательствах, чинимых „немецко-фашистскими“ бандитами над мирными жителями посёлка Зерновой, Ростовской области». В 1943 году в Зерновом начали многогранную деятельность три крупных госпиталя: № 1606, № 3258 и № 4943. Они заменили армейские госпитали первой и второй линий.

### Послевоенный период

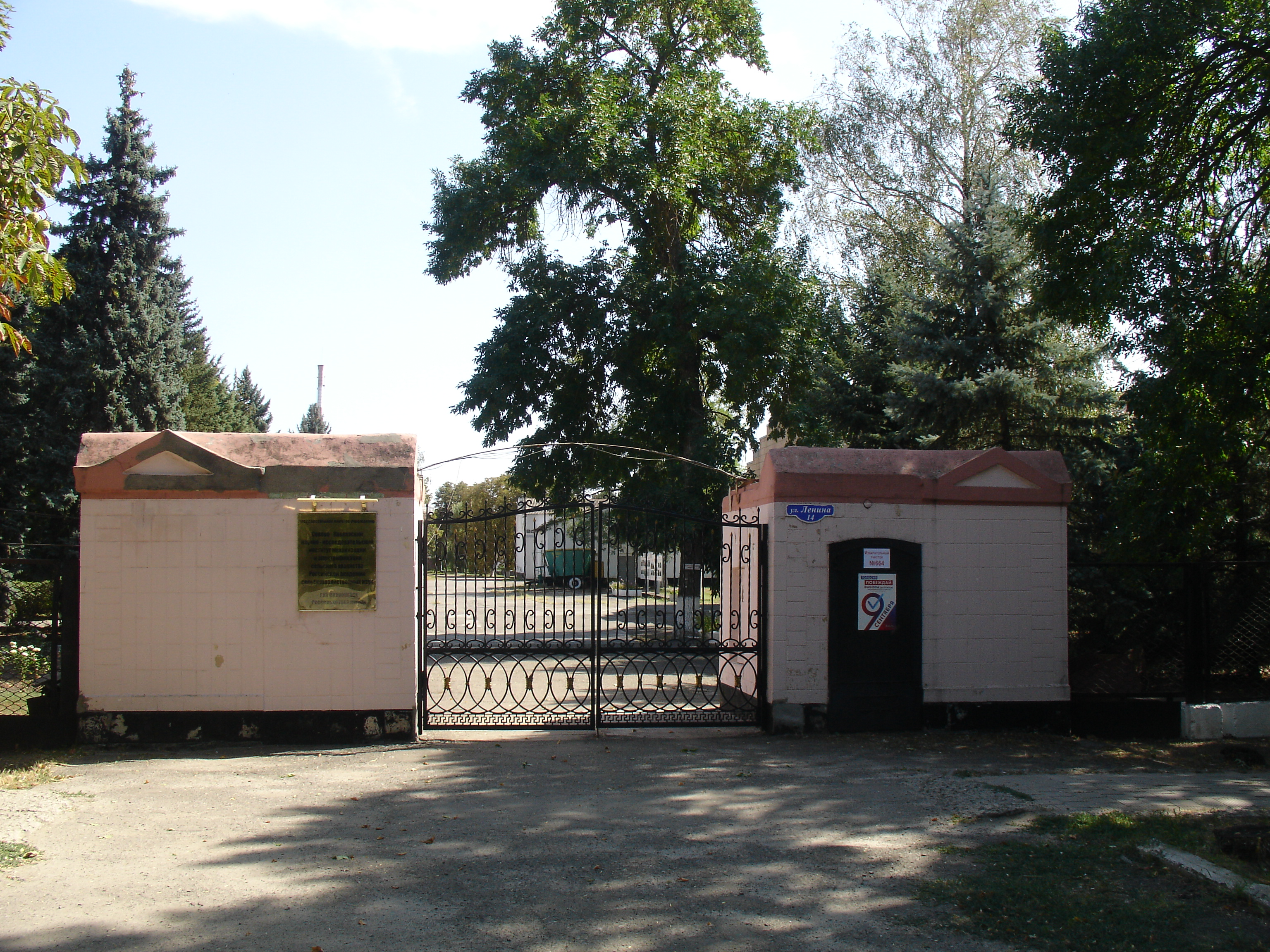
Институт механизации и электрификации сельского хозяйства

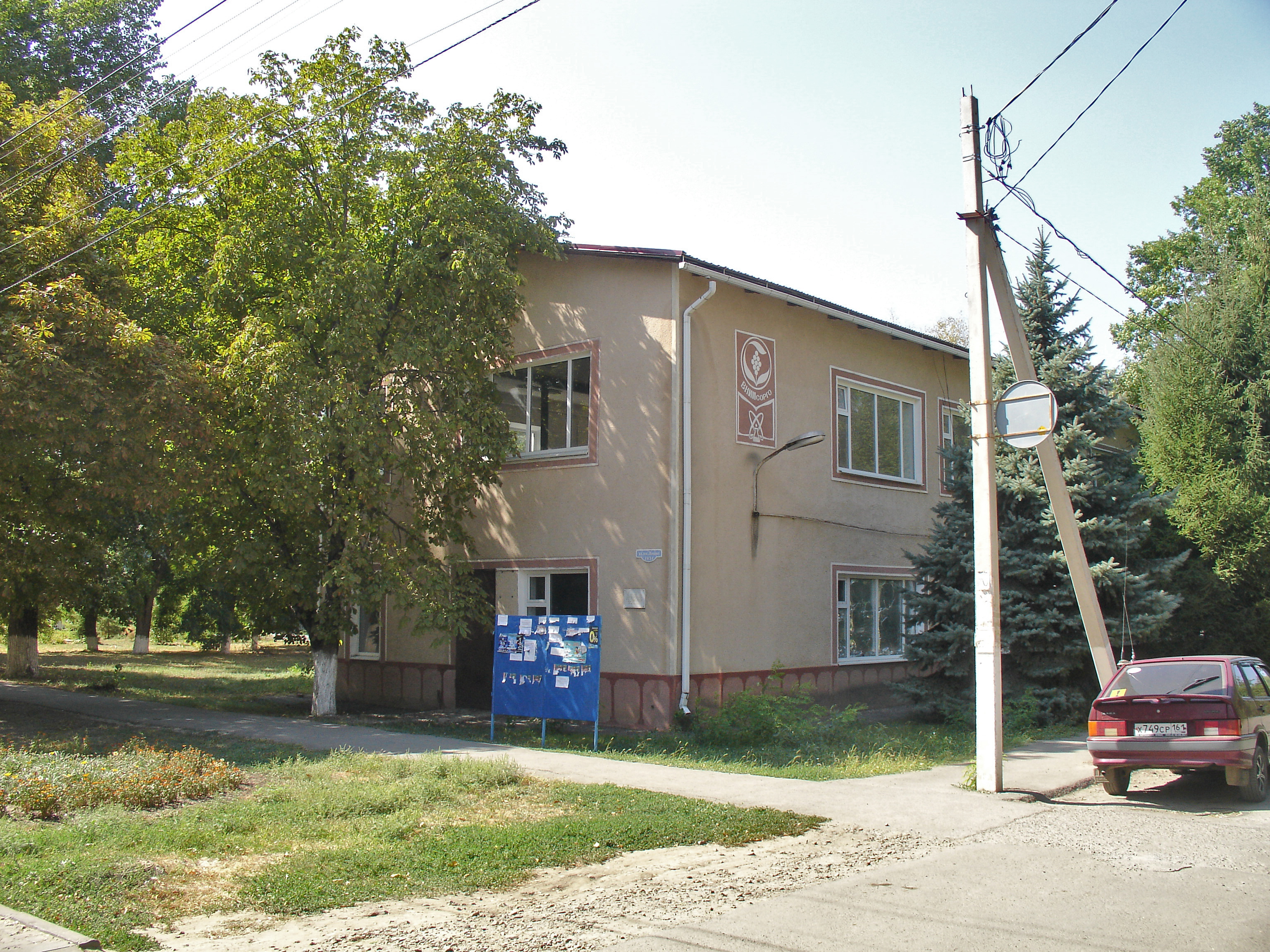
ВНИИ Сорго

25 октября 1951 года рабочий посёлок Зерновой получил статус города районного подчинения в составе Мечётинского района (районный центр находился в станице Мечётинская).
В 1960 году город Зерновой был переименован в Зерноград и стал административным центром Зерноградского района (в границах упразднённого Мечётинского района).
Зерноград — уникальный центр сельскохозяйственной науки. Во Всероссийском научно-исследовательском проектно-технологическом институте механизации и электрификации сельского хозяйства (ВНИПТИМЭСХ), Всероссийском научно-исследовательском институте зерновых культур им. И. Г. Калиненко, Азово-Черноморский Инженерный Институт (АЧИИ) Донской Государственный Аграрный Университет (ДонГАУ) в г. Зернограде, на Северо-Кавказской машиноиспытательной станции создаются и испытываются новые сельскохозяйственные машины, высокоурожайные сорта озимой пшеницы и озимого ячменя, сорго, риса, кукурузы и других сельскохозяйственных культур. Треть потребляемого в стране хлеба выпекается из сортов пшеницы Зерноградской селекции.
В Азово-Черноморской государственной агроинженерной академии на семи факультетах готовят специалистов агропромышленного комплекса по 15 специальностям. В Зернограде проживает рекордное для малого города количество кандидатов и докторов наук.

### Перспективы развития города как наукограда
Город Зерноград претендовал на звание наукограда Российской Федерации. Получение статуса наукограда позволило бы Зернограду стать городом областного значения (городским округом), обеспечить достижение устойчивого социально-экономического развития муниципального образования и повышение благосостояния его жителей. В 2006 году город Зерноград принят в Союз развития наукоградов России и Союз малых городов России. Вместе с тем, Правительством Российской Федерации в отношении Зернограда не принято никаких постановлений, касающихся изменений его статуса.

## Планировка города
В конце 1920-х годов для Зернограда (в то время ещё посёлок Зерновой) как и для посёлка зерносовхоза Гигант, был разработан генеральный план застройки, определивший современную архитектурно-планировочную структуру нынешнего города с учётом строительства 3-, 4- и 5-этажных жилых домов, а также административных и социально-значимых объектов.
В 1960—1980-х г.г. город Зерноград активно застраивался многоэтажными 4- и 5-этажными жилыми домами. Кроме этого, новым генеральным планом города было предусмотрено строительство нового микрорайона, в котором должно было появиться около тридцати 9-этажных жилых домов. Однако, в дальнейшем планы по строительству данного микрорайона не были реализованы в связи с развалом СССР. Вместе с тем, в середине 1990-х г.г. на восточной окраине города был построен военный городок, состоящий из 3-, 4-, 5-этажных жилых домов для военнослужащих, а также школа, детский сад и поликлиника.

## Население
| \| 1939[6] \| 1959[6] \| 1967[6] \| 1970[7] \| 1979[8] \| 1989[9] \| 1992[6] \| 1996[6] \| 1998[6] \| 2000[6] \| \| -------- \| -------- \| -------- \| -------- \| -------- \| -------- \| -------- \| -------- \| -------- \| ------- \| \| 8800 \| ↗15 634 \| ↗20 000 \| ↗20 324 \| ↗25 270 \| ↗26 097 \| ↘22 700 \| ↗29 600 \| ↗29 700 \| ↘28 600 \| \| 2001[6] \| 2002[10] \| 2003[6] \| 2005[6] \| 2006[6] \| 2007[6] \| 2008[6] \| 2009[11] \| 2010[12] \| 2011[6] \| \| ↘28 100 \| ↗28 840 \| ↘28 800 \| ↘28 200 \| ↘28 000 \| ↘27 800 \| ↘27 300 \| ↘26 981 \| ↘26 842 \| ↗26 900 \| \| 2012[13] \| 2013[14] \| 2014[15] \| 2015[16] \| 2016[17] \| 2017[18] \| 2018[19] \| 2019[20] \| 2020[21] \| 2021[1] \| \| ↘26 450 \| ↘26 050 \| ↘25 833 \| ↘25 177 \| ↘24 657 \| ↗24 886 \| ↘24 561 \| ↘24 217 \| ↘24 063 \| ↗24 076 \| 5000 10 000 15 000 20 000 25 000 30 000 1979 2000 2006 2011 2016 2021 |         |         |         |         |         |         |         |         |         |
| 1939 | 1959    | 1967    | 1970    | 1979    | 1989    | 1992    | 1996    | 1998    | 2000    |
| 8800 | ↗15 634 | ↗20 000 | ↗20 324 | ↗25 270 | ↗26 097 | ↘22 700 | ↗29 600 | ↗29 700 | ↘28 600 |
| 2001 | 2002    | 2003    | 2005    | 2006    | 2007    | 2008    | 2009    | 2010    | 2011    |
| ↘28 100 | ↗28 840 | ↘28 800 | ↘28 200 | ↘28 000 | ↘27 800 | ↘27 300 | ↘26 981 | ↘26 842 | ↗26 900 |
| 2012 | 2013    | 2014    | 2015    | 2016    | 2017    | 2018    | 2019    | 2020    | 2021    |
| ↘26 450 | ↘26 050 | ↘25 833 | ↘25 177 | ↘24 657 | ↗24 886 | ↘24 561 | ↘24 217 | ↘24 063 | ↗24 076 |

На 1 января 2025 года по численности населения город находился на 596-м месте из 1124 городов Российской Федерации.

## Экономика
На территории города работают:

## Транспорт
железнодорожный транспорт

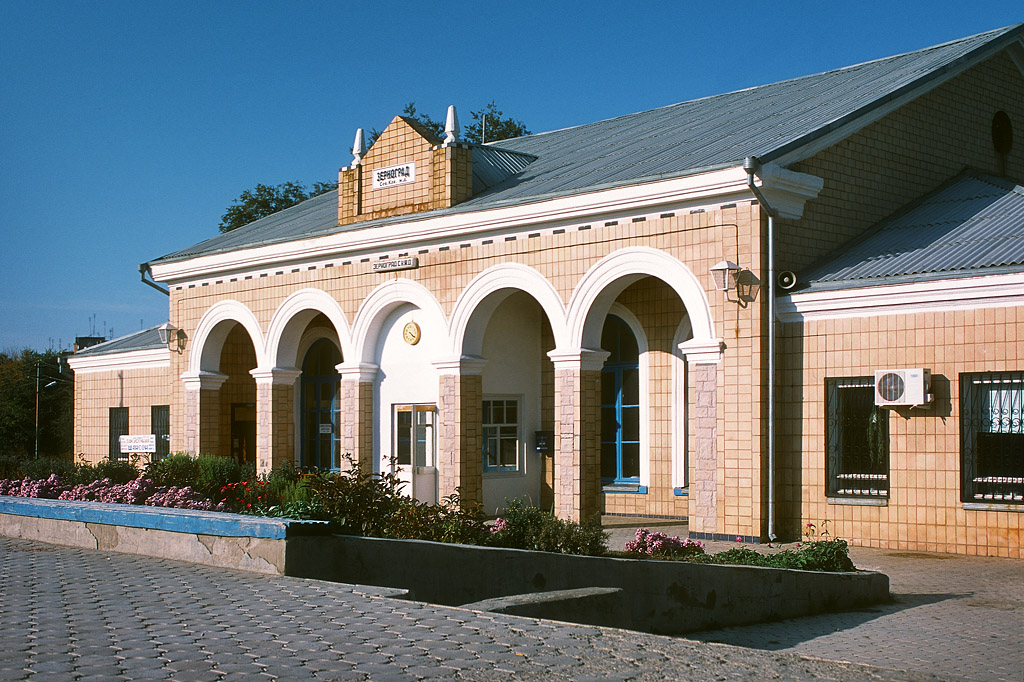
Зерноград Ростовской области. Станция Зерноград.

В городе расположена железнодорожная станция Зерноград на однопутной неэлектрифицированной линии «Батайск — Сальск». Через станцию курсируют 6 пассажирских поездов пригородного сообщения.
автомобильный транспорт
Городской пассажирский транспорт представлен двумя автобусными маршрутами. Имеется несколько коммерческих фирм такси.
Осуществляется регулярное автобусное пассажирское сообщение со всеми населёнными пунктами Зерноградского района, а также областным центром — городом Ростовом-на-Дону, другими городами и населёнными пунктами Ростовской области.

## Военные объекты
Восточнее города находится военный гвардейский аэродром «Зерноград», воинская часть № 12628

## Культура

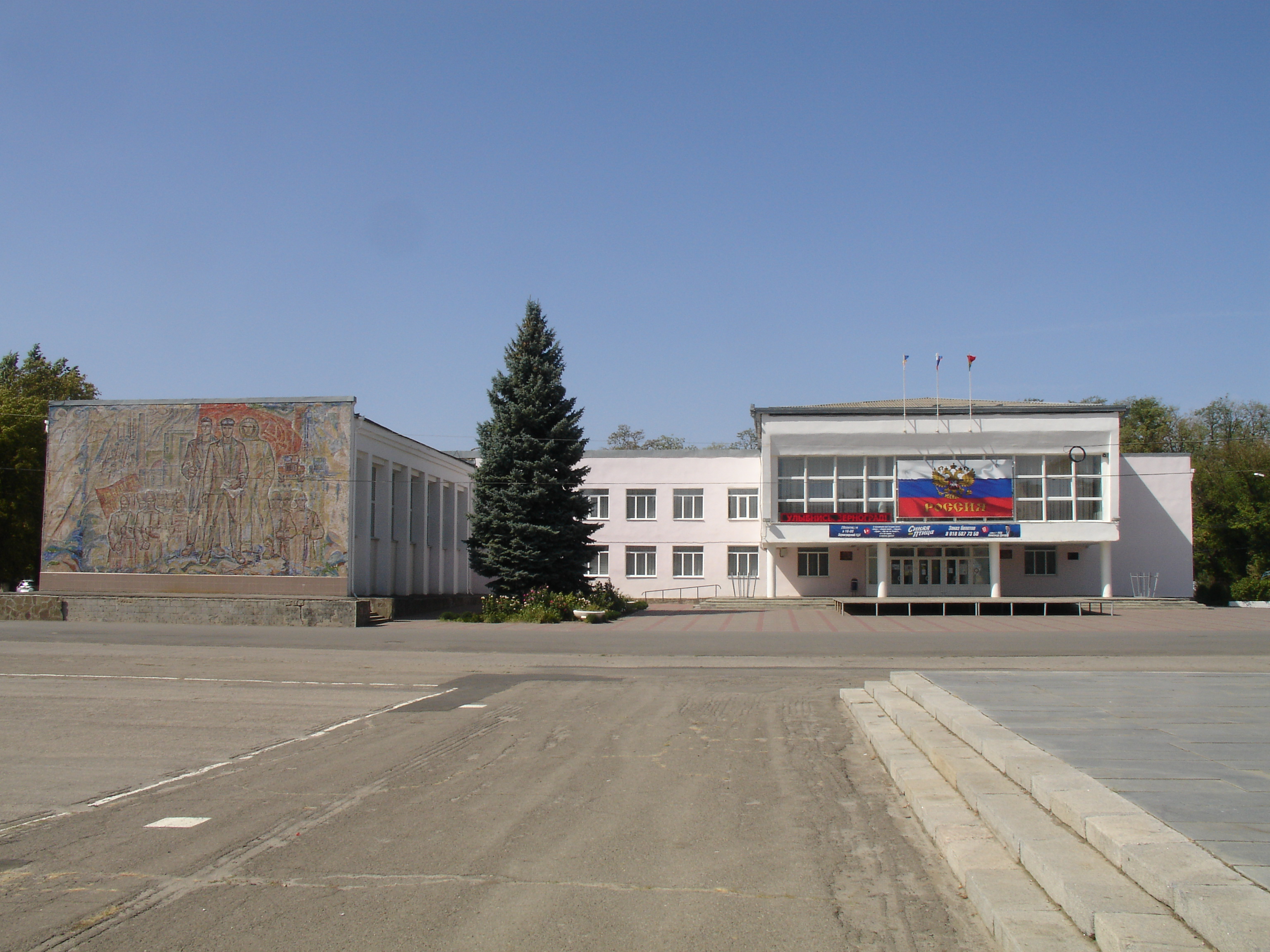
Дом культуры

На территории города Зернограда расположены учреждения культуры и искусства:
- МУК «Зерноградский районный дом культуры» (народный ансамбль «Вольный Дон» районного ДК (руководитель — Заслуженный работник культуры РФ — В. И. Ольховский.). Уже более 30 лет коллектив покоряет зрителей, представляя творчество Донского края во многих городах России и более чем в 50 городах Европы. Коллектив эмоционально и колоритно представляет достижения Ростовской области на ежегодной Московской выставке «Золотая осень» в ВВЦ г. Москвы, в составе делегации Ростовской области представляет Донской край на выставке — ярмарке «Зелёная неделя» в г. Берлине. Ежегодно в городе проводится ряд культурных мероприятий, как местного, областного, так и межрегионального масштабов).
- ФГУКиИ «83-й Дом офицеров» (в военном городке),
- МУК «Комсомольский Дом культуры и клубы»,
- МУК «Зерноградский историко-краеведческий музей»,
- 2 библиотеки,
- Детская музыкальная школа.

## Образование и наука
Наука
- Азово-Черноморский инженерный институт
- ФГБНУ «Аграрный Научный Центр „Донской“»
- ФГБНУ «Северо-Кавказский научно-исследовательский институт механизации и электрификации сельского хозяйства»
- Ростовский институт повышения квалификации кадров агропромышленного комплекса

Высшее профессиональное образование
- Азово-Черноморский инженерный институт — филиал Донского Государственного Аграрного Университета (АЧИИ ДГАУ)

Среднее профессиональное образование

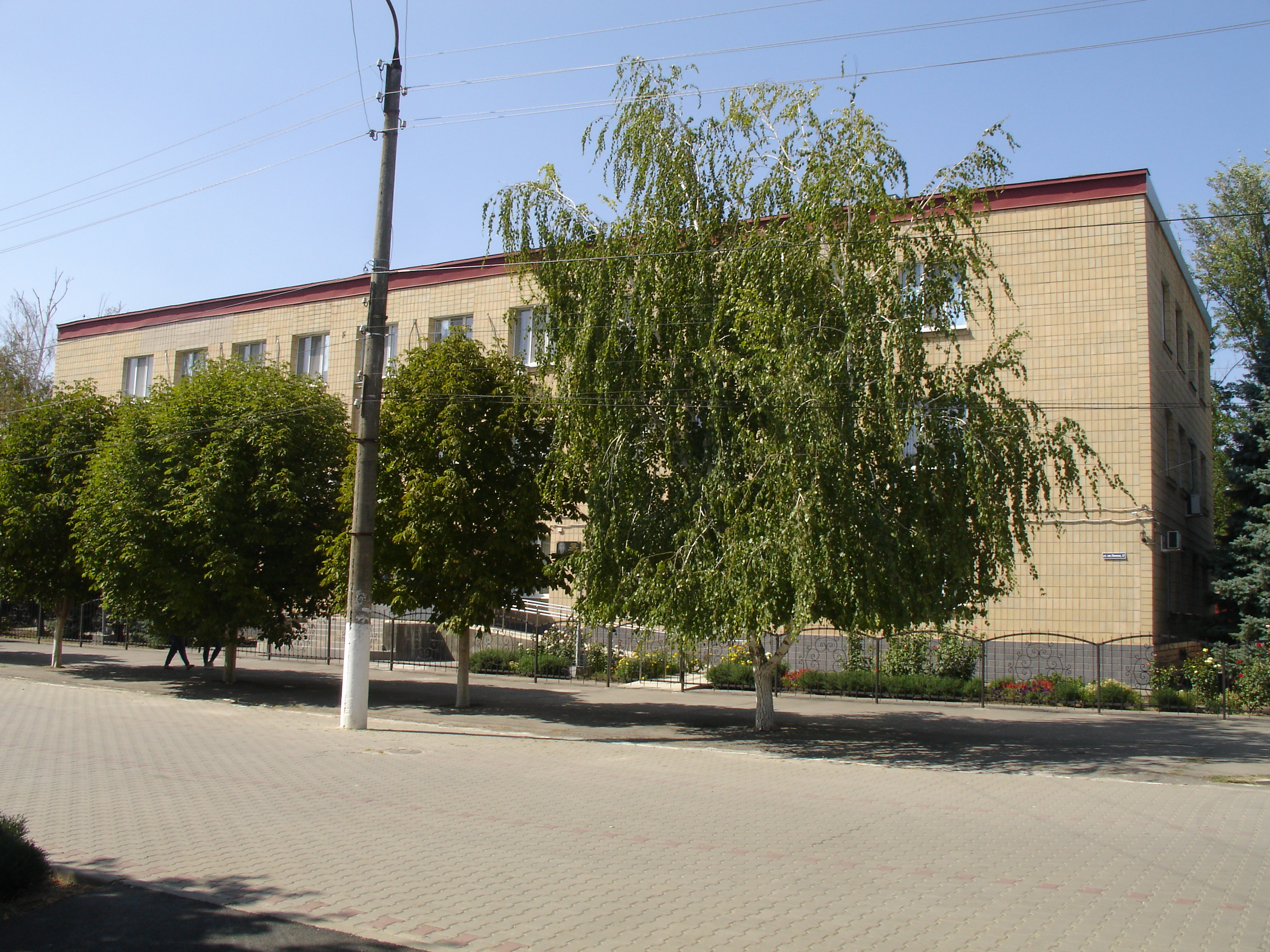
Зерноградский педагогический колледж

- Зерноградский педагогический колледж.
- Зерноградский техникум агротехнологий (бывший профессиональный лицей № 92).

Среднее общее образование
- В городе имеются три средние общеобразовательные школы № 2, 14, 16, гимназия № 1, лицей № 3 и средняя общеобразовательная школа с углубленным изучением отдельных предметов.

Специальное общее образование
- ГКОУ РО Школа-интернат V вида города Зернограда

Дошкольное образование
- В городе имеется 7 дошкольных учреждений: детские сады «Солнышко», «8 марта», «Орленок», «Звездочка», «Соловушка», «Золотой ключик», «Сказка», «Радуга».

Дополнительное образование
- Дом детского творчества «Ермак».
- Школа олимпийского резерва высшей категории.

## Спорт
На территории Зернограда расположен 250-й центр специальной и физической подготовки Министерства обороны РФ, в котором проводятся различные соревнования федерального, регионального и местного уровней.
В центре города расположен стадион, который ранее принадлежал градообразующему предприятию «Зерноградгидроагрегат». После закрытия предприятия, стадион был продан частным лицам. Спортивные мероприятия на стадионе проводятся в основном в праздничные дни.
В 2013 году в муниципальном образовании «Зерноградский район» изготовлена ПСД на строительство спортивно-оздоровительного комплекса с плавательным бассейном в г. Зернограде.
В Зернограде работают 5 федераций спорта: лёгкая атлетика, футбол, боевые искусства, борьба, шахматы и т. д., 54 секции по видам спорта, в которых занимаются 15639 человек как из самого города, так и из прилегающих сельских поселений.
Ежегодно в Зернограде и сельских поселениях Зерноградского района отделом по физической культуре и спорту Администрации Зерноградского района совместно с другими физкультурно-спортивными организациями, спортивными обществами, федерациями, клубами проводится более 140 физкультурно-оздоровительных и спортивно-массовых мероприятий среди различных категорий населения, в том числе комплексные традиционные массовые соревнования:
- районная Спартакиада по 10 видам спорта с участием более 1200 человек;
- зональные соревнования областной Спартакиады народных видов спорта по шести видам спорта;
- традиционная Спартакиада среди студентов и преподавателей АЧИИ ДГАУ по 8 видам спорта;
- Спартакиада допризывной и призывной молодёжи;
- Спартакиада среди учащихся образовательных учреждений.

Проводятся ежегодные массовые физкультурно-спортивные мероприятия: Всероссийский Олимпийский день Бега, Всероссийский день бега «Кросс Наций», месячник оборонно-массовой работы, в которых участвуют свыше 2,5 тыс. человек.
В городе существует специализированная детско-юношеская спортивная школа олимпийского резерва. Культивируются такие виды спорта как футбол, борьба вольная, художественная гимнастика, лёгкая атлетика. В 2013—2014 годах численность занимающихся в школе детей и подростков составила 1016 учащихся (в возрасте от 6 до 17 лет — 802 учащийся).
В Зернограде подготовлено: мастеров спорта — 2, кандидатов в мастера спорта — 16 человек. Присвоено 8 первых спортивных разрядов и 221 массовый спортивный разряд.

## Медицина
На территории города действуют:
- ГБУ РО «ЦРБ» в Зерноградском районе (Центральная районная больница) имеет в своем распоряжении поликлиническое отделение для взрослых на 400 посещений в смену для взрослых и детское поликлиническое отделение 100 посещений, стоматологическое отделение, отделения круглосуточного стационара на 175 коек: терапевтическое, хирургическое, детское и инфекционное отделения, отделения дневного стационара терапевтического, хирургического и гинекологического профиля на 50 коек, отделение скорой медицинской помощи[24];
- Поликлиника Министерства обороны РФ;
- Частные медицинские организации.

## Социальные учреждения[25]
- Зерноградский дом-интернат для престарелых и инвалидов
- Зерноградский психоневрологический интернат
- Социально-реабилитационный центр для несовершеннолетних Зерноградского района

## СМИ
- Газета «Донской маяк»
- Газета «Бесплатное удовольствие»

### Радио и телеканалы
| Список аналоговых телеканалов, вещавших с Зерноградской РТС до 3 июня 2019 года | Список аналоговых телеканалов, вещавших с Зерноградской РТС до 3 июня 2019 года |
| Номер канала                                                                    | Название телеканала                                                             |
| ------------------------------------------------------------------------------- | ------------------------------------------------------------------------------- |
| 4                                                                               | Первый Канал                                                                    |
| 11                                                                              | Россия 1 / ГТРК Дон-ТР                                                          |
| 23                                                                              | ДОН 24 — Зерноград                                                              |
| 34                                                                              | Россия К                                                                        |
| 39                                                                              | Матч ТВ                                                                         |

Первый мультиплекс цифрового телевидения доступен на 56 и 37 частотных каналах. Второй мультиплекс доступен на 38 канале.
Радиовещание представлено ретрансляторами радиостанций:
- 93,8 — FМ-на-Дону
- 99,4 — Русское радио

Возможен приём большинства теле- и радиоканалов города Ростов-на-Дону.

## Известные люди

### Почетные граждане города Зернограда
- Вениамин Васильевич Волков (1921—2019) — советский, российский офтальмолог, доктор медицинских наук (1964), главный офтальмолог министерства обороны обороны СССР, генерал-майор медицинской службы в отставке, Герой Социалистического Труда (1982). Лауреат Государственной премии СССР, почётный гражданин города Зернограда.

- Иван Андреевич Лубяной (1909—1985) — участник Великой Отечественной войны, Герой Советского Союза, механик-водитель танка 4-го танкового полка (35-я механизированная бригада, 1-й механизированный корпус, 2-я гвардейская танковая армия, 1-й Белорусский фронт), почётный гражданин города Зернограда.
- Виктор Изарович Зайдинер (1922—2020) — советский и российский историк и краевед, преподаватель Азово-Черноморского инженерного института, доктор исторических наук, профессор, ветеран Великой Отечественной войны, почётный гражданин г. Зернограда

### Известные люди
- Вячеслав Игоревич Скрипка (род. 30 мая 1990) — российский певец, основатель и вокалист группы «Slava Skripka». В соавторстве с Андреем Поповым написал композицию «Бобр», которая получила широкую популярность и в 2025 году попала в топ чартов стриминговых платформ и видеохостингов.